# Símou
Símou (grec moderne : Σίμου) est un village chypriote situé dans le district de Paphos et comptant plus de 185 habitants.